# Vicent Franch
Vicent Franch i Ferrer (Burriana, 1949) é um jurista, cientista político, jornalista e escritor valenciano. 

## Carreira profissional
Professor de Direito Constitucional e Ciência Política e da Administração da Universidade de Valência.
É ex-magistrado da Sala Contencioso-Administrativa do Tribunal Superior de Justiça da Comunidade Valenciana (onde exerceu desde 1990 até 1995).
Foi Diretor do Centro de Documentação Electoral de la Comunidad Valenciana e desde faz uns anos é Direitor da coleção de livros ‘Estudi General-Textos Valencians’ da Institução Alfons el Magnànim da Diputação de Valência, que se propõe recuperar todos os livros importantes das aportações valencianas ao debaer social e ao pensamento desde Arnau de Vilanova até a actualidade.
Tem sido em diferentes períodos Direitor do Departamento de Direito Constitucional e Ciência Política e da Administração da Universidade de Valência.
Na atualidade é Direitor da revista Tractat de l’Aigua (Revista Valenciana Interdisciplinar da Água).

## Outros cargos e atividades
Durante a transição espanhola foi Presidente e Síndico Maior, despois, da Agrupação Borrianenca de Cultura.
Tem sido prefeito do pequeno pobo de Aín, na província de Castelló entre 1999 e 2003.
Ao longo dos anos Vicent Franch também tomou parte em numerosas palestras, colóquios, conferências e ponências , assim como em numerosos cursos, jornadas e seminários.
Deve-se destacar também que foi um dos professores da Universidade de Valência pioneiros na docência en valenciano nos anos oitenta do s. XX.

## Trabalhos

### Sobre Direito
Vicent Franch é autor de uma dúzia de livros e de quase uma centena de artigos especializados sobre história política valenciana, Direito Autonómico, Direitos Lingüísticos e Teoría e Prática Política. Tem realizado numerosos estudos e relatórios sobre problemas actuais da autonomia valenciana e é redator dum extenso informe sobre a modificação do sistema eleitoral do Senado espanhol que foi encarregado pelo próprio Senado em 1997.
Foi redator, junto com outros professores universitários, do Estatut de Morella (1979), documento sobre o qual se foram elaborando os projetos de Estatuto de Autonomia valencianos dos partidos políticos na transição. Tem dirigido também e publicado numerosos trabalhos sobre eleições e comportamento político dos valencianos, e é autor dum conjunto de propostas para a reforma do Estatuto de Autonomia da Comunidade Valenciana (2005), e também em matéria de direitos lingüísticos.
Sem ánimo de exaustividade podemos citar os seguintes trabalhos:
- Volem l’Estatut! Una Autonomia possible per al País Valencià (obra coletiva) (1977).(em catalão)
- El nacionalisme agrarista valencià (1918-1923) (1981).(em catalão)
- El blasquisme: Reorganització i conflictes polítics (1928-1936) (1984), que foi Prêmio de Ensaio Vicent Boix).(em catalão)
- Document 88 (obra coletiva) (1989).(em catalão)
- Vicent Cañada Blanch (1900-1993): la voluntad de mecenazgo (2010) (Extensa biografia deste mecenas de Borriana).(em castelhano)
- El sentiment constitucional dels valencians (2003).(em catalão)
- Les eleccions autonòmiques i municipals del 25 de maig del 2003 a la Comunitat Valenciana (2005) (onde ele é autor e editor).(em catalão)

### Literários
Como escritor de ficção -uma das seus paixões mais íntimas-, tem publicado diversos livros de narrativa, todos em valenciano, entre os quais podemos destacar: 
- La vetla d’En Pere Ruixes (Prêmio de Contos Malvarrosa 1978).
- La fuita d’En Quim Ortolà (1984).
- L’Enquesta (e outros cuentos) (Prêmio Pasqual Tirado de contos, 1984).[5]
- Estius a la Carta (1990).
- Palamarinar (1994) (livro entre mâgico e autobiogrâfico).

Foi o Diretor da última época de El Conte del Diumenge (Editorial Prometeo) nos primeiros anos oitenta do passado século.
Também tem exercido ocasionalmente de crítico literârio.

### Jornalísticos
É colunista de imprensa desde 1976 e tem escrito em diversos diários e revistas, revezando o valenciano com o castelhano neste caso: 
- Castellón Diario, Mediterráneo e Levante de Castelló, entre os de Castelló.
- Las Provincias, Diario de Valencia, Notícias al Día, Levante-EMV, Hoja del Lunes e El Temps de Valência.
- Fora do âmbito valenciano tem publicado artigos no ABC, Diario de Mallorca, Avui, Deia, La Vanguardia, e desde 1995 até 2008 foi colunista habitual de El País.

Possivelmente ele tem publicado umas 2.500 colunas de imprensa em todos estes anos. Na atualidade prepara a publicação duma série de livros de recompilação da sua obra jornalística..
Desde 1976 tem usado o pseudônimo de Joaquim Pi de Vallvert para publicar artigos de humor na imprensa.